# Dargosław (West-Pommeren)
Dargosław is een plaats in het Poolse district  Gryficki, woiwodschap West-Pommeren. De plaats maakt deel uit van de gemeente Brojce en telt 333 inwoners.

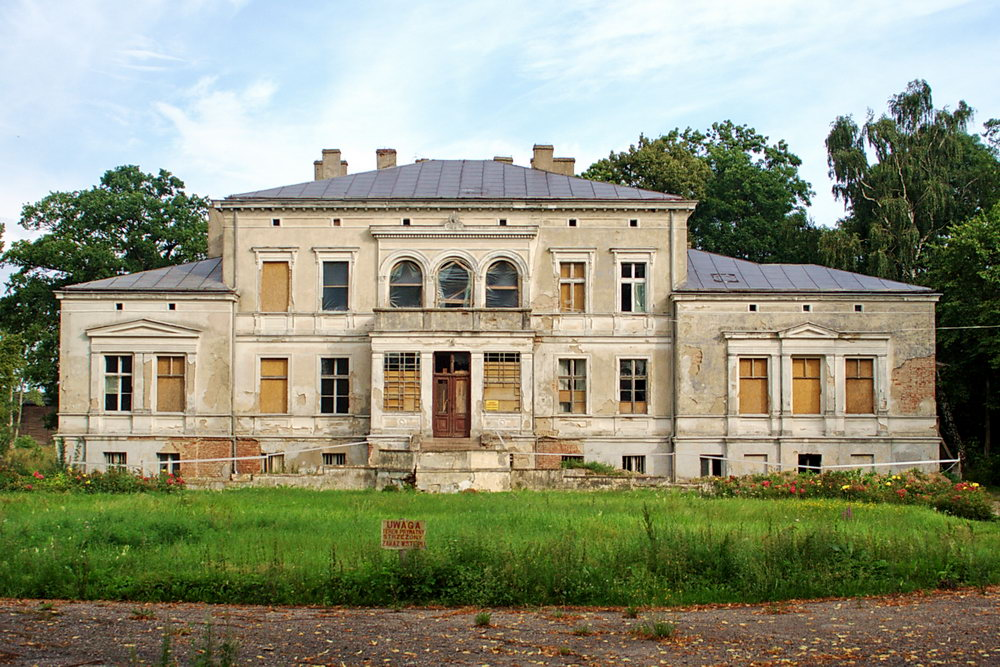
Bouwvallig paleis uit de 19e eeuw